# De stelling Van Foreest, een schaakfamilie
De stelling Van Foreest, een schaakfamilie is een documentaire waarin de schaakfamilie Van Foreest gevolgd wordt. Het is een familieportret van twee ouders met zes kinderen die, mede middels thuisonderwijs, op topniveau schaken. Het programma draait rondom de vraag hoe het voor de kinderen en ouders is om een dergelijke opvoeding vol te houden.
De documentaire is gemaakt door Thomas Doebele en Maarten Schmidt en is voor het eerst in de zomer van 2017 door de VPRO uitgezonden.

## Synopsis
De documentaire volgt rond het jaar 2016 het gezin van Nicky van Foreest, een universitair docent uit het adellijke geslacht Van Foreest, zijn vrouw Sheila Timp en hun zes kinderen, Jorden (16, toen de jongste in Nederland geboren Nederlandse schaakgrootmeester), Lucas, Pieter, Tristan, Nanne en Machteld. De ouders gaven de kinderen de keuze tussen regulier en thuisonderwijs. Op een kind na werd er voor het thuisonderwijs gekozen. Jorden volgde de laatste jaren van zijn opleiding wel op de middelbare school. Doordat er veel tijd overbleef, konden de drie oudsten zich uitgebreid op het schaken richten en vormden zo een voorbeeld voor de jongste drie, die voor hetzelfde pad kozen. Alle kinderen bleken een groot schaaktalent te hebben.

## Kritische beschouwing
De methode van Van Foreest, zoals getoond in de documentaire, kreeg gemengde reacties. Hans Ree was vol bewondering over het gezin: "Voor de kinderen lijkt schaken vanaf hun vroegste jeugd zo natuurlijk als ademhalen te zijn geweest. De gewone leerstof waarvoor andere kinderen naar school gaan, leerden ze thuis naast het schaken en passant in sneltreinvaart en ondanks hun extreme schaakspecialisatie kunnen ze veel dingen die ik niet kan, zoals een gebakken ei uit de pan gooien, of rolschaatsen". Het Parool daarentegen was kritisch: "uiterst beklemmend, zo’n opgedrongen jeugd," hoewel recensent Han Lips op zijn beurt van stemmingmakerij beticht werd. Hij zou zijn eigen mening voor de feiten, zoals die nota bene in de documentaire getoond werden, plaatsen.
Een vergelijking ligt voor de hand met het beroemde doch controversiële experiment waarin de Polgar zussen ( Sofia, Zsuzsa en Judit) door hun vader opgeleid werden. Het verschil tussen de twee families zou echter groot zijn. Volgens Knight zou de vader van de Polgars sociaal geïsoleerd en maatschappelijk achtergesteld zijn en gebruikte hij zijn dochters om revanche te nemen op de communistische Hongaarse samenleving van destijds. Nicky van Foreest daarentegen was een universitair docent in een open Nederlandse samenleving die, aldus Knight, zijn kinderen alle vrijheid gaf.
In 2020, enkele jaren na de uitzending van de documentaire, memoreerde Jorden dat veel mensen wezen op het sociale aspect van hun opvoeding: dat ze bang waren dat ze geïsoleerd zouden opgroeien. Jorden heeft het naar eigen zeggen nooit zo ervaren. Hij meende een groot voordeel gehad te hebben door school en schaken thuis te kunnen combineren. Hij had toen het vwo afgerond, Lucas zat toen in zijn examenjaar, Pieter en Tristan volgden de eerste jaren van het voortgezet onderwijs op school en Nanne en Machteld leerden toen nog thuis.